# 仲原ちえ
仲原 ちえ（なかはら ちえ、1999年〈平成11年〉1月3日 - ）は、日本のグラビアモデル、タレント、レースクイーン。神奈川県出身。キャッチコピーは「令和のモグラ女子」。モグラ女子とはモデル×グラビアを両立する女性のこと。

## 来歴
- 2015年
  - 5月雑誌CanCam7月号にキャス主として池田エライザと対談し、芸能デビュー。[2]。
  - 2015年〜2017年はNGT48や鳥居坂46(現在の櫻坂46)などアイドルのオーディションを受けながら、撮影会や舞台、イベントに出演する。
- 2016年
  - 8月フライングパイレーツ〜ネバーランド漂流記に出演し、女優デビュー。
- 2018年
  - ミス・ユニバース・ジャパン神奈川大会のベスト7に選ばれる。
- 2019年
  - 3月17日に第38回横浜開港祭親善大使に任命される[3]。
- 2021年
  - 8月
    - 5日ドリームパスポート[4]の楽曲「OH!! Summer!!」でセンターとなる。
    - 6日ドリームパスポートの楽曲「ダリア」でセンターとなる。

  - ミスジェニック2021[5]にエントリーし、ファイナリストまで残る。
- 2022年
  - 2月16日DO・MORE(ドゥモア)の商品モデル[6][7]に起用される。
  - SUPER GT GAINER TANAX GT-R 11号車レースクイーン「GAINER Valkyries」[共演 1]を務める。
  - 8月6日にホラーちゃんねるにて主演を務めた短編映画「丑三つ時」[8]がyoutubeで公開される。
  - アイドルオーディションで出会った榎本奈里子、葵咲りいの3人で年内限定アイドルグループ Triple△Colors#とりからを結成。
  - 11月7週のうたなび![9]にてさわやか五郎のバースデーイベントの紹介コーナーでゲスト出演する。
- 2023年
  - SUPER GT「Pacific JLOC angel」87号車レースクイーン[共演 2]を務める。
  - 4月26日にとりから解散ライブとして参加したアイドル・オンエアバトル～地下から地上～の順位上位特典としてTOKYO MXのアイドルON AIR BATTLEに出演する。
  - 8月20日に開催されたベストボディジャパン横浜大会モデル部門で400点中400満点でグランプリとなり日本大会への出場を決めた。同月23日、モデルジャパンについて、"マッスルグラドル"として記事[11]となる。
  - 10月 舞台「けものフレンズ」おおきなみみとちいさなきせき[12] にアミメキリン役として出演する。
  - 10月1日 きつねと「ちえトゥーン」を組んで出演した『有田ジェネレーション』（TBS）の第4回 チラリズムネタ GP[13]がU-NEXTで独占配信され、公式YouTube[14]でもダイジェスト版が公開される。
  - 10月 週刊プレイボーイ創刊57周年企画「NIPPONグラドル57人」にグラビアニュージェネレーションの1人として掲載[15]。
  - 10月9日に開催されたベストボディジャパン首都圏大会モデル部門で準グランプリとなる[16]。
  - 11月19日 ベストボディジャパン日本大会モデル部門で準グランプリとなる[16]。
- 2024年
  - 2月 「TGIF Photo Session 週プレ賞 2024」にエントリーし、同賞の「編集部注目のツギクルガール16名」に選出される[17]。
  - 2月26日 EX!MAX 2024 4月号に今月のピックアップ旬ドルとして掲載される。
  - 2月26日 週刊プレイボーイに編集部注目のツギクルガール16名の一人として掲載される。
  - 2月28日 EDEN PICTURESより、1st DVD「virgin memorial」を発売する。
  - 7月6日 ベストボディジャパン宇都宮大会モデル部門でグランプリとなる[18]。
  - 8月10日 「Megan Thee Stallion - Mamushi (feat. Yuki Chiba) 」のオフィシャルビデオに出演する[19]。
  - 8月25日 ベストボディジャパン東京大会大会モデル部門でグランプリとなる[20]
  - 11月24日 ベストボディジャパン日本大会モデル部門でグランプリとなるhttps://x.com/nakaharachie/status/1860689142012850612?s=46&t=5QMK2HbAWiu6GKnPj6GYng
- 2025年
  - SUPER GT「TEAM MACH 2025マッハ車検アンバサダー」を務める。
  - 「艦これ」舞台2025 -突入！礼号作戦1944-に集積地棲姫役として出演し、大きな反響を呼ぶ。またC2機関呉遠征「艦これ」公式コラボ2024・C2機関「艦これ」公式新春Live! 2025にも深海遊撃隊として同役でイベントに参加していた。
  - 3月8日　フランスで行われたパリファッション・ウィーク(パリコレ)に出演。
  - 3月25日　週刊FLASH(4月8日号)に初の単独グラビアが掲載される。同月29日には記念イベントも開催。

## 人物
- 小学校から大学まで女子校で育つ。
- 趣味は乗馬、バレエ、音楽鑑賞、ポーカー、リアル脱出ゲーム、マーダーミステリー、筋トレ。
- 特技は縄跳び、相対音感があること。
- IQが146あったことがある。(WISC検査なので16歳11ヶ月まで)
- 相対音感もあり、大学も音楽学部でありながら、楽譜を読むのは苦手。
- 好きな食べ物は馬刺し、生牡蠣、野菜、汁物。
- お酒が大好きで、お茶割り、ハブ酒、日本酒を好んで飲む。
- 好きなアーティストは松田聖子。
- 好きな俳優は天海祐希。
- チンチラと猫（スコティッシュフォールド、サイベリアン）を飼っている。
- 双子の妹がいる。仲原まゆとして活動中[21]。

## 出演

### 配信
- ほんとにあった怖い話「丑三つ時　うしみつどき」（2022年8月6日） - 主演[22]
- 有田ジェネレーション Season11 #3 第4回チラリズムネタGP（2023年10月1日） - きつねと「ちえトゥーン」を組んで出演[13][14]

### MC
- 「東高円寺は異種格闘技戦。」(2022年5月6日、東高円寺U.F.O.CLUB)-まーやPと共MC

### テレビ
- Music B.B.（2016年8/8週 #906 - 8/15週 #907、TOKYO MXほか） - ナビゲーター[23]
- うたなび!（2022年11月7週、TOKYO MXほか） - さわやか五郎バースデーコーナーゲスト出演
- アイドル ON AIR BATTLE（2023年4月26日、TOKYO MXほか） - 参加ライブ順位上位特典として出演

### 舞台
- フライングパイレーツ〜ネバーランド漂流記（2016年8月3日 - 7日、新宿村LIVE） - ロジャー海賊団・テイント 役[24]
- 舞台「けものフレンズ」 Re: JAPARI STAGE! ～おおきなみみとちいさなきせき～（2023年10月20日 - 31日、品川プリンスホテル クラブeX）- アミメキリン 役[25]
- 「艦これ」舞台2025 -突入！礼号作戦1944-(2025年2月22日 - 3月2日、品川プリンスホテル クラブeX) - 集積地棲姫 役

https://eplus.jp/sf/word/0000168646

### MV
- Megan Thee Stallion - Mamushi (feat. Yuki Chiba) [Official Video][26]

### 広告
- 早稲田予備校 現役生・夏期講習 パンフレット（2016年）

### その他
- 格闘技イベント 巌流島 ラウンドガール（2016年3月25日・7月31日）[27]

## ディスコグラフィー
| タイトル           | 発売日         | 参加アーティスト         |
| ------------------ | -------------- | ------------------------ |
| 夢への羽根         | 2020年4月25日  | Dynamis、NexxtÄge        |
| Dream Flight       | 2021年4月20日  | ドリームパスポート       |
| らしく。居れる場所 | 2021年5月1日   | ドリームパスポート       |
| 風のエール         | 2021年5月9日   | ドリームパスポート       |
| Everybody Jump!    | 2021年6月26日  | ドリームパスポート       |
| 羅心盤             | 2021年7月3日   | ドリームパスポート       |
| OH!! Summer!!      | 2021年8月5日   | ドリームパスポート       |
| ダリア             | 2021年8月6日   | ドリームパスポート       |
| トけない魔法       | 2021年12月11日 | ドリームパスポート       |
| 夢降る聖夜         | 2021年12月12日 | ドリームパスポート       |
| 僕らのOverTure     | 2022年10月16日 | TripleColors(＃とりから) |

### 共演メンバー
1. ↑  百田ゆり、山下ほなみ[1]
2. ↑  海里、清水にな、高勢ゆな[10]